# Villanueva del Rosario
Villanueva del Rosario es un municipio situado en el noreste de la provincia, dentro de la comarca de Nororma y del partido judicial de Archidona. Tiene una superficie de 44,6 km² y una población de 3641 habitantes (1783 varones y 1858 mujeres), según el censo del INE de 2012.

## Geografía
Su relieve es agreste y montañoso salvo la ribera del río Guadalhorce. Tiene una altura media de 600 m sobre el nivel del mar. Su punto más elevado es "El Chamizo" con una altura de 1637 m. La vista desde la cumbre da una idea de la orografía de la comarca. 

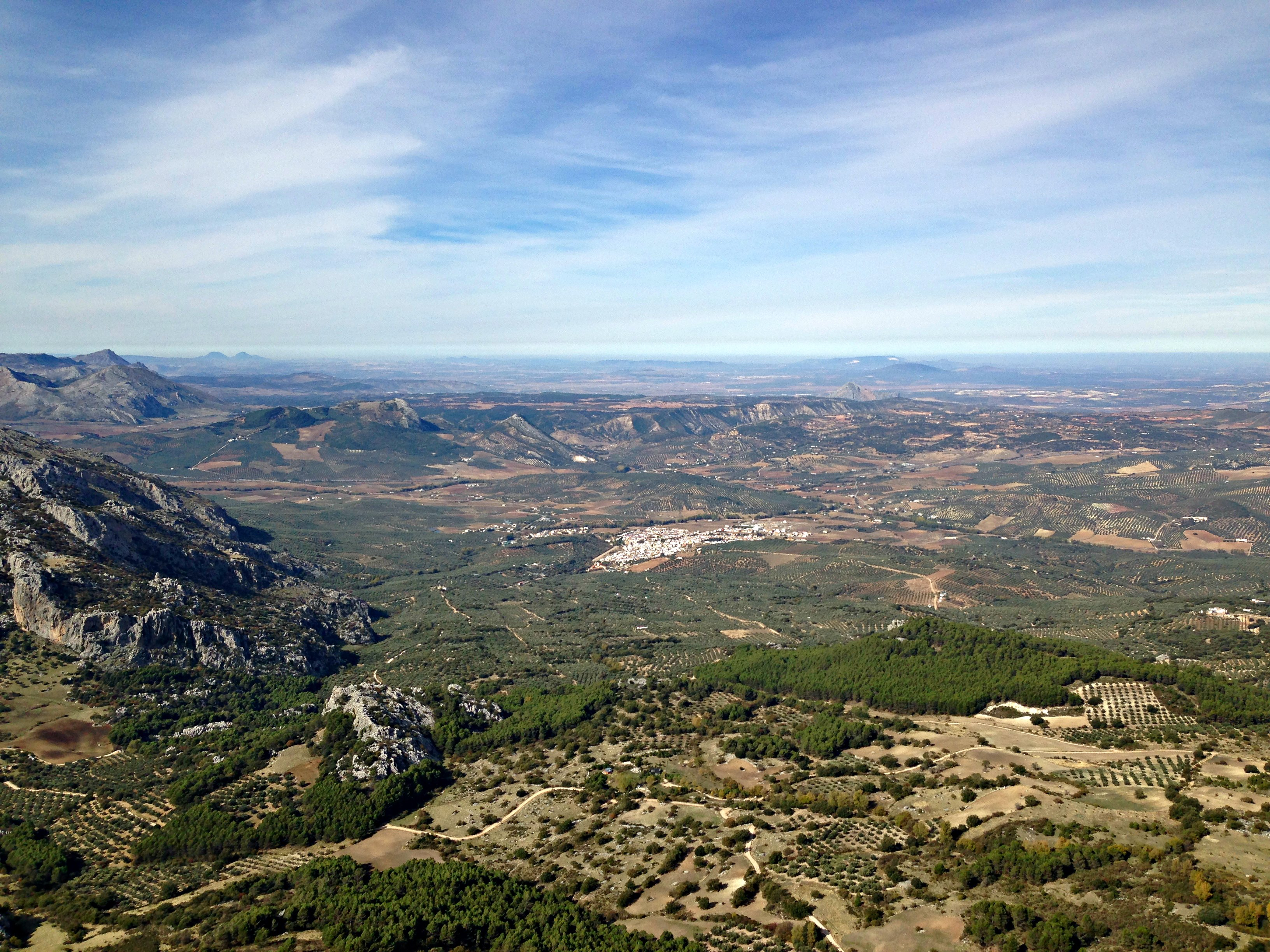
Vista desde la Cima del Chamizo (Villanueva del Rosario)

Todos los ríos pertenecientes a este municipio vierten sus aguas en el Guadalhorce, este lo atraviesa de este a oeste y sirve como límite con Antequera. El río más caudaloso es el Cerezo.
En su sierra, de piedra caliza, son numerosos los abrigos, cuevas, oquedades y barrancos.

### Clima

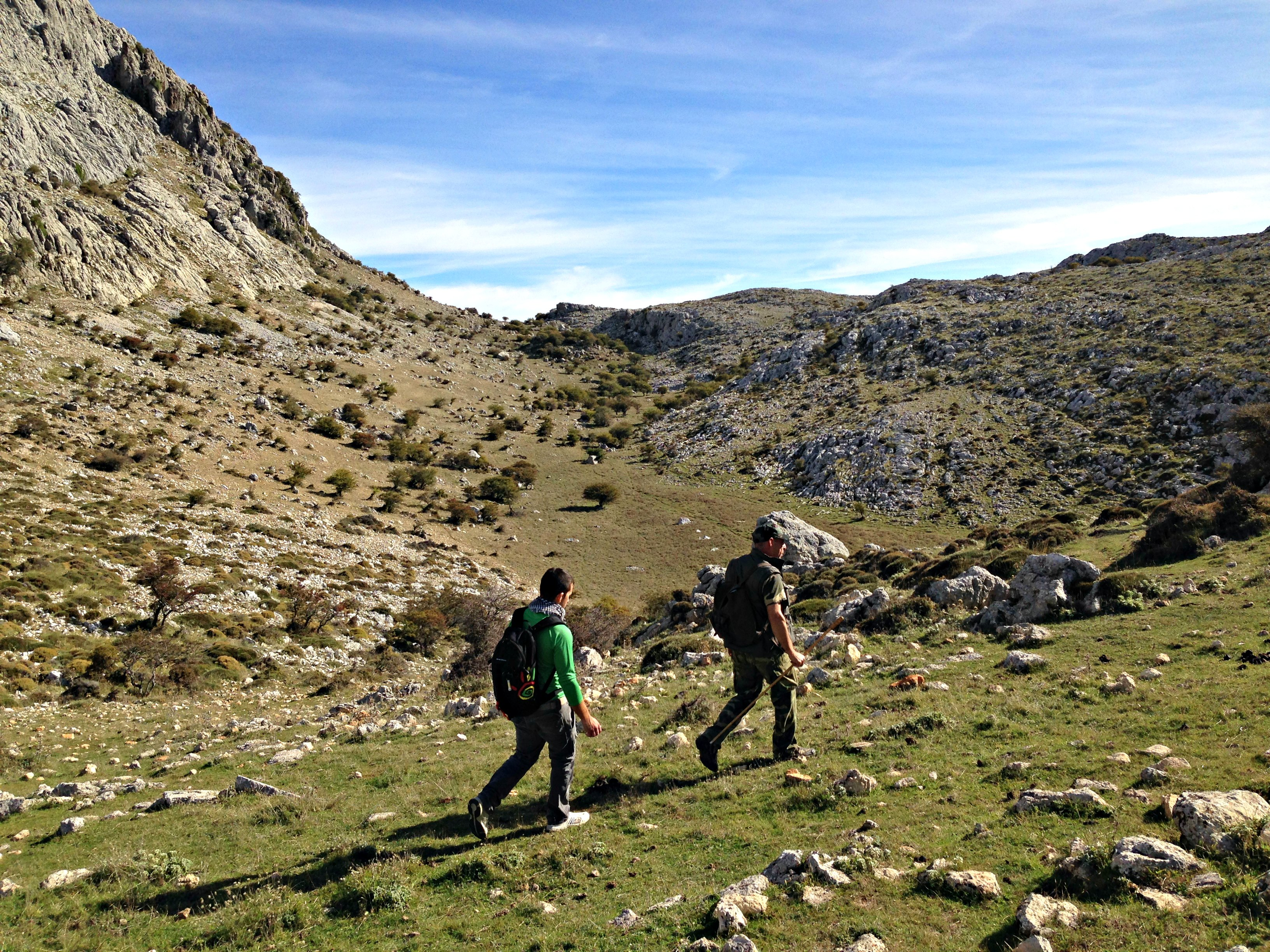
Ruta de senderismo

El clima de Villanueva del Rosario pertenece al clima mediterráneo continental (clima característico de zonas donde los inviernos son muy fríos y los veranos son muy cálidos y de precipitaciones que se sitúan entre los 300 y los 700 mm)
En cuanto a temperaturas, el clima de Villanueva del Rosario se caracteriza por las grandes diferencias térmicas que se producen en las estaciones que pertenecen al solsticio: mientras que en invierno predomina el frío con temperaturas máximas inferiores a 10 °C y mínimas que suelen situarse por debajo de 0 °C (predominan las heladas). En verano el calor es el preponderante con temperaturas máximas que suelen estar por encima de los 30 °C y mínimas que se sitúan entre los 15 °C y los 25 °C (no obstante, dependiendo del viento las noches son más frescas o más cálidas ya que el viento de levante hace que las noches sean más cálidas, mientras que el viento de poniente propicia que las noches sean más frescas).
En cuanto a precipitaciones, el clima de Villanueva del Rosario se caracteriza por una media (comparandola con el conjunto del país) de precipitaciones normal, éstas suelen superar los 600 mm registrándose el máximo de precipitaciones entre el otoño y la primavera, mientras que el invierno y el verano son las estaciones más secas (especialmente el verano donde las precipitaciones apenas superan los 30 mm en el conjunto de meses junio-septiembre).

## Historia

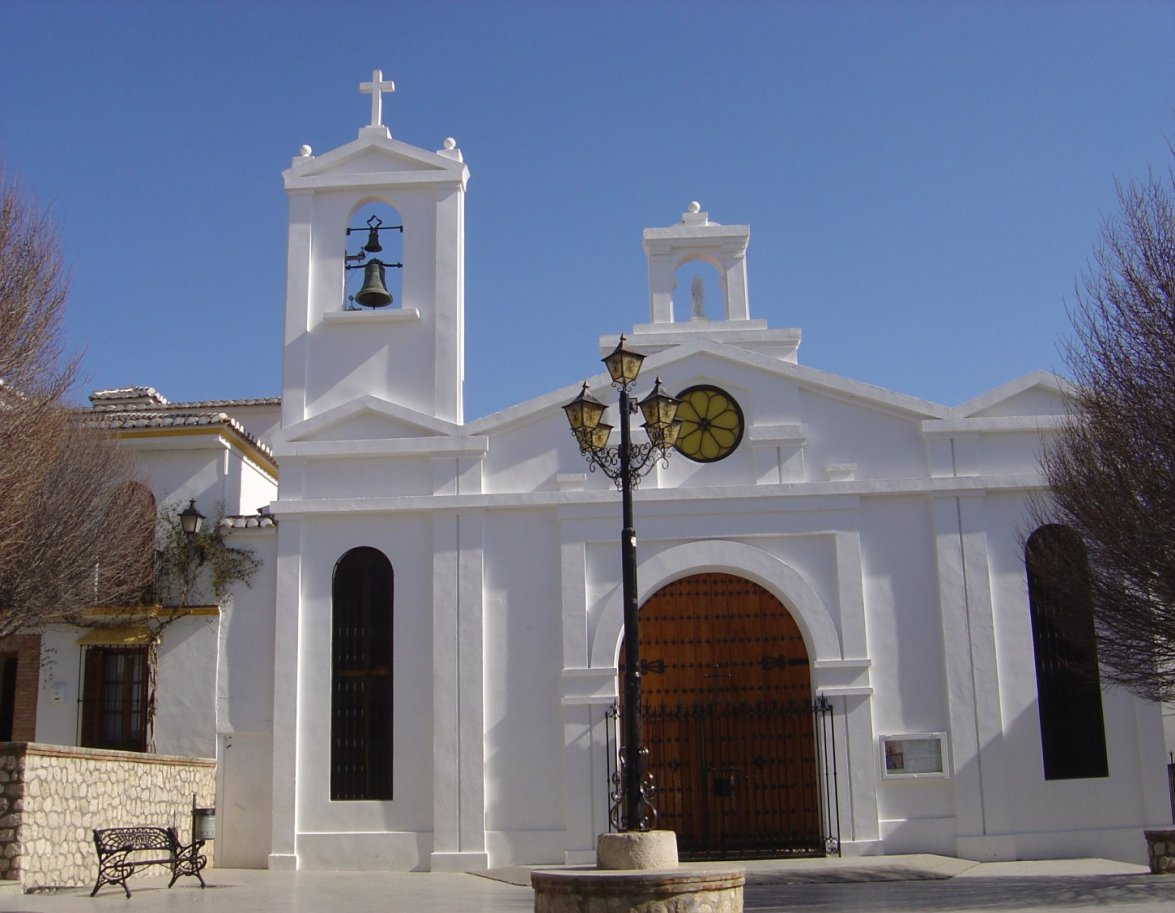
Iglesia de Nuestra Señora del Rosario

### Prehistoria
La historia de Villanueva del Rosario se remonta a la Prehistoria. Ya en esa época hubo numerosos asentamientos en estas tierras, pero estas gentes no permanecían largos periodos de tiempo, sino que eran nómadas y se desplazaban de unos sitios a otros. El yacimiento arqueológico más antiguo del Alto Valle del Guadalhorce que está situado en el Ventorro del Cojo, en los Llanos de Salinas, y corresponde al Paleolítico inferior. En la cueva del “Malnombre” (Sierra de los Camarolos) se han encontrado vestigios de pinturas rupestres.
Del hombre neolítico se han encontrado numerosos vestigios como hachas pulimentadas, fragmentos de cerámica, sepulturas, etc. A un kilómetro al oeste del Cortijo del Tardón, aprovechando las hendiduras existentes entre las rocas, donde hay una necrópolis en la que han aparecido numerosos cadáveres correspondientes al Neolítico.

### Edad Antigua
De los cartagineses han quedado numerosos vestigios, denominado turris hannibalis, situadas en lugares altos y de fácil fortificación. En el centro de la Atalaya, cerca del Brosque, se han encontrado algunos restos que probablemente corresponden a una de esas instalaciones púnicas.
La época romana fue una de las más importantes en este territorio. Debido a los numerosos cerros que existen, considerados puntos estratégicos, se asentaron varias civilizaciones romanas a lo largo de todo el término municipal. Una de ellas es la “Ciudad de Ulisi”, en el Peñón de Solís. Según los indicios, y siguiendo los alineamientos de las villas encontradas, se insinúan varios caminos, vías o calzadas romanas secundarias. Una iría desde el Puerto de las Fresnadas hasta el Puerto de los Alazores, bordeando la falda occidental de la sierra. Otro itinerario iría desde el Puerto de las Pedrizas hasta los llanos de Salinas, pasando por el cortijo de la Higuera, el Tardón, Cerro Limón, Venta de José María, Cortijo del Río, Cortijo de los Llanos y Sartén Rota. El yacimiento de mayor interés es el de la Cuesta del Peo, pues debió de haber allí una villa romana de grandes dimensiones ya que los restos que se observan en la superficie ocupan casi tres fanegas de tierra.La casa debió tener cierto lujo pues se ha detectado la presencia de un mosaico policromado. Dicho mosaico se descubrió a principios de siglo XX. Por otro lado, y hasta no hace mucho tiempo, en el borde del camino había unos grandes sillares de piedra arenisca que procedían de dicho yacimiento, encontrándose junto a ellos una pequeña figura en bronce de la divinidad Tyché, que en la actualidad se encuentra en el museo de Antequera.

### Edad Media
Con la llegada de los visigodos terminó la época romana y comenzó una nueva etapa. También la época visigoda fue muy importante para la historia de Villanueva del Rosario. Se han encontrado numerosas necrópolis visigodas en el término municipal, casi todas situadas en la falda de la Sierra de los Camarolos, junto a los nacimientos de los ríos Cerezo y Parroso, afluentes del río Guadalhorce. Todos los cementerios visigodos que se conocen en dicho entorno están situados en tierras de cultivo, sembradas de olivos y sometidas a un intenso laboreo que en la mayoría de los casos han destruido los enterramientos y han dejado al descubierto parte del ajuar y restos óseos diseminados.Existe gran número de vestigios visigodos como hebillas, anillos, vasijas, etc. Algunas de las necrópolis encontradas son: la Calerilla, Repiso, la Rabia, el Picacho, el Parrosilo y el Cerrillo.

### Edad Moderna
Después de esta etapa hubo unos mil años en los que Villanueva del Rosario permaneció sin civilizaciones y pasó a convertirse en un extenso bosque. Desde principios del siglo VII hasta finales del XVI, todo el Alto Valle del Guadalhorece quedó despoblado. Las antiguas vías romanas fueron cubiertas por la vegetación, y todo el paraje se tornó en un espeso bosque de encinas, quejigos, álamos, sauces y matorrales. Vestigios de tal riqueza son los manchones que aún hoy existen en los cerros más abruptos, o las viejas encinas, como la del Gumeno, que son reliquias centenarias y ejemplos de aquella exuberante frondosidad. Se tiene constancia de que los primeros repobladores que se asentaron en la actual Villanueva del Rosario fueron pastores que aprovecharon los abundantes pastos y las bellotas que ofrecía aquel terreno virgen y frondoso.

### Edad Contemporánea
Cuando a finales del siglo XVI se comenzó a repoblar de nuevo el Alto valle del Guadalhorce, todo este territorio dependía de la Villa de Archidona. Más tarde este pueblo se independizó de la Villa de Archidona y paso a convertirse en una Villa Nueva con ayuntamiento propio. De aquí que se le cambiara el nombre de “Puebla del Saucedo” por “Villa Nueva del Rosario”.
A continuación se resaltaran alguna e las fechas más significativas de la vida de este pueblo:
- 1760: Se construyó la Iglesia Parroquial.
- 1901: Se constituye una asociación política obrera, con el nombre de Evolución Obrera.
- 1907: Unas torrenciales lluvias ocasionaron inundaciones con graves daños en viviendas y cultivos.
- 1908: El pueblo sufre una epidemia de viruela.
- 1917: El 10 de marzo se vuelve a sufrir un temporal de agua. Se desborda el arroyo de la Canaleja y se hunden algunas viviendas.
- 1920: Se inaugura una red de luz eléctrica producida en un generador movido por fuerza hidráulica e instalado en el Molino de las Tres Piedras.
- 1932: Inauguración de la acometida de agua para que los vecinos se surtiesen de agua potable.
- 1935: Inauguración del Grupo Escolar; no pudo entrar en funcionamiento hasta después de la Guerra Civil.
- 1937: El día 7 de febrero fue ocupado el pueblo por soldados de Franco pertenecientes al Regimiento Castilla.
- 1942: Se implantan las cartillas de racionamiento.

## Geografía humana

### Demografía
Cuenta con una población de 3401 habitantes (INE 2024).
| Gráfica de evolución demográfica de Villanueva del Rosario entre 1842 y 2021                                          |
| |
| Población de derecho según los censos de población del INE. Población de hecho según los censos de población del INE. |

### Economía

#### Evolución de la deuda viva municipal
| Gráfica de evolución de Deuda viva del Ayuntamiento de Villanueva del Rosario entre 2008 y 2019                                |
| |
| Deuda viva del Ayuntamiento de Villanueva del Rosario en miles de Euros según datos del Ministerio de Hacienda y Ad. Públicas. |

### Símbolos

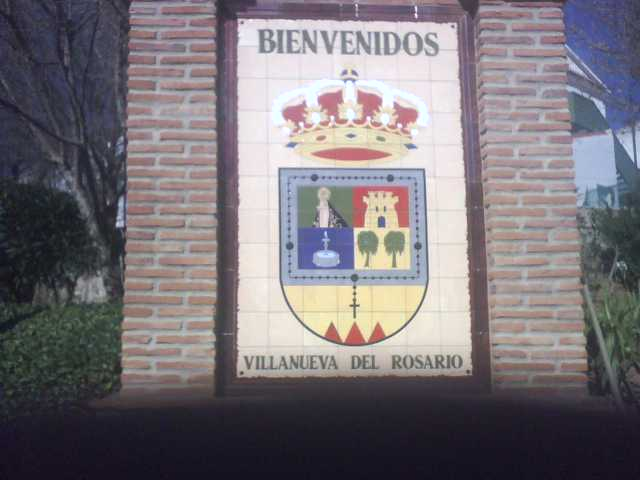
Escudo

El pleno del Ayuntamiento de 10 de abril de 1951 aprueba el sello actual en el que aparecen elementos heráldicos. Su puesto en vigor será el 26 de junio del mismo año.
Aparte del castillo, existente ya en el de 1823, los nuevos elementos que aparecen son la Virgen del Rosario, los sauces, una fuente y circundado el conjunto un Rosario. Con esto se hace alusión directa al patronazgo y nombre de la villa del Rosario, así como a su antiguo nombre del Saucedo y a la abundancia de aguas existentes en su término.

## Política y administración
| Periodo   | Nombre                                              | Partido |
| --------- | --------------------------------------------------- | ------- |
| 1979-1983 | Juan García Vegas                                   | PSOE-A  |
| 1983-1987 | José Sánchez Mesa                                   | IULV-CA |
| 1987-1991 | José Luis Carneros Lara                             | PSOE-A  |
| 1991-1995 | José Luis Carneros Lara                             | PSOE-A  |
| 1995-1999 | José Antonio Cebrián Paneque José Luis Jiménez Lara | IULV-CA |
| 1999-2003 | Encarnación Martínez Mérida                         | PSOE-A  |
| 2003-2007 | Encarnación Martínez Mérida                         | PSOE-A  |
| 2007-2011 | Diego Miguel González Ruiz                          | UT-LV   |
| 2011-2015 | José Antonio González Vegas                         | PSOE-A  |
| 2015-2019 | José Antonio González Vegas                         | PSOE-A  |
| 2019-2023 | Juan González Lorca                                 | PSOE-A  |
| 2023-act. | Ignacio Ramos Cano                                  | PP      |

Nota: en las últimas elecciones municipales de 2023, el Partido Popular obtuvo mayoría absoluta con 6 concejales (+3), el PSOE consiguió 4 (-2) y Con Andalucía 1 (+1). El actual alcalde es D. Ignacio Ramos Cano.

## Patrimonio

### Iglesia
La iglesia data de 1760, el edificio ocupaba una extensión de 400 m², y constaba de tres amplias naves, sacristía, coro, atrio y dos pequeños patios.
Durante la Guerra Civil , fueron destruidos los archivos así como los ornamentos y vasos sagrados por lo que no se poseen suficientes datos sobre su historia. Solo se salvó la imagen del Nazareno.
La actual imagen de la Virgen del Rosario fue adquirida por suscripción popular. La talló el escultor malagueño Palma, y fue colocada en la iglesia el 7 de febrero de 1938. La virgen de los Dolores se compró en Granada el 29 de mayo de 1948. Además, y también por suscripción popular, fue adquirido un retablo de gran valor artístico proveniente del antiguo convento de Santo Domingo de Archidona, y que una vez restaurado se colocó en el altar mayor. El 7 de octubre de 1946 los fieles pudieron contemplar el retablo presidiendo los actos religiosos de aquel día de la Virgen.
En el año 1960, por motivos desconocidos, la iglesia se derribó para posteriormente construir una nueva. 
El 7 de octubre el obispo de Málaga, don Emilio Benavent, bendecía la nueva iglesia.

### Sierra
Villanueva del Rosario se encuentra a las faldas de la sierra de los Camarolos y el Jobo, las cuales ofrecen unos paisajes de roca caliza. Entre los puntos más destacados se encuentran El Chorro, manantial de agua natural que abastece el caudal público; la dehesa de Hondonero, en la cual se encuentran diferentes cuevas y abrigos, como la del Malnombre en donde se han encontrado pinturas rupestres; la zona de la Maera en donde se encuentra el popularmente llamado “Tajo de la Maera” en el que se puede practicar la escalada y el rapel, y como no el pico del Chamizo que con 1641 m de altura y es el más alto de la comarca. Una de las rutas que fueron señalizadas por la Casa de Oficios Rosario señaliza el lugar. Cabe destacar que, en la madrugada del 5 de agosto de 1996, justo cuando se celebraba la Feria del Inmigrante, tuvo lugar un accidente de avioneta en el que fallecieron todos los tripulantes.

## Fuente vieja
Es un monumento arquitectónico que consta de dos pilones de piedra labrada a mano, utilizada para dar de beber al ganado o para que los paisanos recojan agua para sus casas; antiguamente sus gentes llenaban las cántaras y al sacarlas del pilón, erosionaban la piedra, hoy día aún se observan huecos producidos por dicha acción. Este monumento ha tenido varios emplazamientos a lo largo de su historia. 
Este monumento da nombre a la urbanización que se ha construido en los alrededores de la fuente.

## Cultura
La llegada de la tecnología, de las comunicaciones y de los adelantos acarreó importantes cambios en la vida de Villanueva del Rosario, abandonándose creencias y costumbres. Algunas de estas costumbres desaparecidas con el paso del tiempo son:
La candelaria
Se celebraba el día 2 de febrero y consistía en hacer grandes fogatas en calles y plazas, para lo cual se había ido recogiendo, durante los días precedentes, todo tipo de material combustible. Entre los que organizaban las fogatas se establecía una gran competencia para ver quién la hacía más grande. Cuando solo iban quedando rescoldos alguien contaba algún cuento o una historia en la que lo mágico y misterioso eran la base de estas. Esta celebración ha perdurado hasta mediados de los años 70. 
La Ureña
Durante las fechas anteriores a la celebración del Día de los Difuntos era costumbre que los monaguillos fuesen de casa en casa pidiendo para la Ureña. Los vecinos solían darles algún dinero o, lo que era más frecuente, algunos frutos de la estación otoñal, como bellotas o membrillos. Se comprendía tal petición pues los monaguillos necesitaban todos estos alimentos para aguantar tocando la campana durante toda la noche.
Los apedreos de la Pascua
Hasta el año 1952, en que fue prohibida, existió en este pueblo una vieja costumbre compartida con algún otro pueblo. Esta consistía en que durante los tres días que duraba la Pascua, y en la era que hay junto a la fuente, se celebraba una especie de concurso de tiro con piedra hacia ciertos animales. Los dueños de los infortunados animales los amarraban a una estaca clavada en el empedrado de la era y todo el que quisiera tirar podía hacerlo pagando una determinada cantidad por cada piedra; cuanto menor era la distancia mayor era el precio de cada tirada. La pieza no podía ser del tirador mientras que se moviese. Mientras que no se dijera ¡Ya escolgó! había que seguir tirando.
Fiesta del emigrante
Esta fiesta se recuperó en 1973 en honor a los emigrantes que no podían desplazarse hasta la localidad durante las fiestas patronales de octubre. Con este fin se celebra la Romería de la Virgen del Rosario en la que los saucedeños trasladan la imagen desde el pueblo hasta el nacimiento del río donde disfrutan de una jornada de música, bailes y juegos.
Uno de los actos más representativos de esta celebración es la suelta de vaquillas por las calles del pueblo.
Fiestas patronales
Fiesta celebrada en honor la Virgen del Rosario que tiene su día  el 7 de octubre. La fiesta se extiende a lo largo de cuatro días en los que se suceden gran cantidad de festejos como bailes, disfraces, música, atracciones y traca final.
De entre todos los actos festivos, cabe destacar el festival taurino que ha permanecido invariable año tras año, los disfraces y bastantes actividades relacionadas con las fiestas.
Grupos de música locales
El grupo con más notoriedad fue sin duda  Hondonero, con varios discos a la espalda siendo un referente del powerpop de Málaga, disueltos en 2014, sus miembros siguen en activo en formaciones como The 59 Sound o Dando la Nota. The Stelliumy se presenta como un grupo de música electrónica que intenta buscarse un hueco dentro del panorama andaluz.
Es una de las fiestas más esperadas, se hace en honor al evangelista San Marcos. Las familias saucedeñas acuden al campo para disfrutar entre bailes, juegos y degustación de platos típicos, esto es lo que ellos llaman "Sanmarquear". Su fecha de celebración corresponde al día 25 de abril. 
Cadena local por suscripción
Cuenta con "SAUTECO" el canal de televisión local de Villanueva del Rosario.
Es el canal de televisión de esta localidad cuya emisión se enfoca en programas de interés local, ocio así como la retransmisión de eventos del municipio: plenos municipales, comuniones, procesiones, fiestas escolares, actuaciones de las fiestas,...etc
Esta emisora tiene su sede en la calle Chamizo s/n. Su distribución es mediante pago de mensualidades que además incluye la visualización de distintos canales de televisión: la sexta, Canal Historia, Natura, Clan TV, etc.
La emisora tiene sus orígenes en unos chavales en los 80 que al terminar sus estudios tuvieron la iniciativa de montar una empresa relacionada con la electricidad y un "vídeo comunitario", como lo conocen los lugareños.
GISMIMAMIS es el eslogan de la cadena.